# Álarcos gerle
Az álarcos gerle (Oena capensis) a madarak osztályának galambalakúak (Columbiformes) rendjéhez és a galambfélék (Columbidae) családjához tartozó Oena nem egyetlen faja.

## Rendszerezése
A fajt Carl von Linné svéd természettudós írta le 1766-ban, a Columba nembe Columba capensis néven.

## Alfajai
- Oena capensis aliena Bangs, 1918
- Oena capensis capensis (Linnaeus, 1766)[2]

## Előfordulása
Afrikában a Szaharától délre, a Közel-Keleten és az Arab-félsziget területein honos. Előfordul Madagaszkár szigetén is.
Természetes élőhelyei a szubtrópusi és trópusi gyepek, szavannák és cserjések, valamint szántóföldek és vidéki kertek. Vonuló faj.

## Megjelenése
Testhossza 28 centiméter, testtömege 28-54 gramm. A hímek arcrésze és torka fekete, a csőre élénk színű.
|  |  |

## Életmódja
A talajon keresi kisebb magvakból álló táplálékát. Megfelelő körülmények között állandó, táplálékhiány esetén kóborol.

## Szaporodása
Bokrokra készíti fűből, gyökerekből és vesszőkből álló csésze alakú fészkét.
|  |

## Természetvédelmi helyzete
Az elterjedési területe rendkívül nagy, egyedszáma pedig növekszik. A Természetvédelmi Világszövetség Vörös listáján nem fenyegetett fajként szerepel.